# Justicia panamense
Justicia panamense är en akantusväxtart som beskrevs av L.H. Durkee. Justicia panamense ingår i släktet Justicia och familjen akantusväxter. Inga underarter finns listade i Catalogue of Life.